# Cylindromyrmex
Cylindromyrmex is een geslacht van mieren uit de onderfamilie van de Cerapachyinae.

## Soorten
- C. boliviae Wheeler, W.M., 1924
- C. brasiliensis Emery, 1901
- C. brevitarsus Santschi, 1925
- C. darlingtoni Wheeler, W.M., 1937
- C. escobari De Andrade, 1998
- C. godmani Forel, 1899
- C. longiceps André, 1892
- C. meinerti Forel, 1905
- C. striatus Mayr, 1870
- C. whymperi (Cameron, 1891)